# Борковицька сільська рада
55°40′22″ пн. ш. 28°19′41″ сх. д. / 55.67278° пн. ш. 28.32806° сх. д.
Борковицька сільська рада (біл. Бо́ркавіцкі сельсавет) — адміністративно-територіальна одиниця у складі Верхньодвінського району, Вітебської області Білорусі. Адміністративний центр сільської ради — агромістечко Борковичі.

## Розташування
Борковицька сільська рада розташована у північній частині Білорусі, на заході — північному заході Вітебської області, на захід — північний захід від обласного центру Вітебськ та схід — південний схід від районного центру Верхньодвінськ.
Територією сільради протікає річка Дриса (басейн Західної Двіни).

## Історія
Сільська рада була створена 20 серпня 1924 року у складі Волинецького району Полоцької округи (БРСР) і знаходилась там до 26 липня 1930 року. 9 березня 1929 Волинецький район був перейменований у Борковицький. В 1930 році округа була ліквідована і рада у складі Борковицького району перейшла у пряме підпорядкування БРСР. 8 липня 1931 року Борковицький район був ліквідований, а сільрада приєднана до Дрисенського району. З 20 лютого 1938 року, після утворення Вітебської області (15 січня 1938), разом із Дрисенським районом, увійшла до її складу. З 20 вересня 1944 по 8 січня 1954 років перебувала у складі Полоцької області.
25 грудня 1962 року у зв'язку з перейменуванням міста Дриса у Верхньодвінськ, район також був перейменований у Верхньодвінський.

## Склад сільської ради
До складу Борковицької сільської ради входить 30 населених пунктів:
| - Адамове — село. - Борсуки — село. - Батурино — село. - Борковичі — агромістечко. - Брюшкове — село. - Буки — село. - Буракове — село. - Владичине — село. - Гвозді — село. - Геронки — село. | - Гірки — село. - Двір-Зелки — село. - Двориця — село. - Дуби — село. - Забірря — село. - Забір'я-Ферма — село. - Замошшя — село. - Зельки — село. - Луначарське — село. - Магери — село. | - Мазурино — село. - Мишки — село. - Новий Двір — село. - Нурове — агромістечко. - Піскунове — село. - Пліщино — село. - Рожевщина — село. - Савейки — село. - Улянове — село. - Шупейки — село. |

Населений пункт, який раніше існував на території сільської ради і знятий з обліку:
- Скорода — село.